# وست‌کپل، بلژیوم
وست‌کپل (به لاتین: Westkapelle) یک منطقهٔ مسکونی در بلژیک است که در کنوکئست واقع شده‌است. وست‌کپل ۲۱٫۴۶ کیلومتر مربع مساحت و ۴٬۷۹۷ نفر جمعیت دارد.